# Lin Juemin
Lin Juemin (xinès simplificat: 林觉民; xinès tradicional: 林覺民; pinyin: Lín Juémín) (1887–1911) fou un revolucionari republicà de las darreries del període manxú.

## Context històric
A començaments del segle XX la dinastia manxú dels Qin estava força desprestigiada. El fracàs, l'any 1898, de les reformes necessàries, la creixent intromissió de les potències estrangeres a la Xina i les humiliacions que van infligir arran de l'aixafament de la revolta dels bòxers, el despertar del patriotisme d'intel·lectuals i joves de les ciutats van originar un sentiment de rebuig del règim monàrquic xinès i l'activitat de diverses societats secretes. Una de les dues alternatives que es proposaven la modernització del país, a finals del segle xix. va ser la revolucionària del Dr. Sun Yat-sen que va resultar la que es va imposar (l'altra, la del reformista de Kang Youwei, que esperava que el govern Qing donés suport als canvis que proposaven). El 1905, es va fundar la Tongmenghui Lliga Revolucionària de la Xina]} a Tòquio i Sun Yat-sen va formular una sèrie de mesures entre les quals l'establiment d'una república i accés a la propietat de la terra, inspirades en las que van aplicar la burgesia occidental. Després de creació de la Tongmenghui, els seus adherents no van trigar a retornar successivament a la Xina per organitzar grups revolucionaris en diversos territoris del país i, en unió amb altres patriotes, a preparar aixecaments. Una de les importants tasques dels revolucionaris va ser el treball dins de l'exèrcit imperial.

## Aixecament de Guangzhou

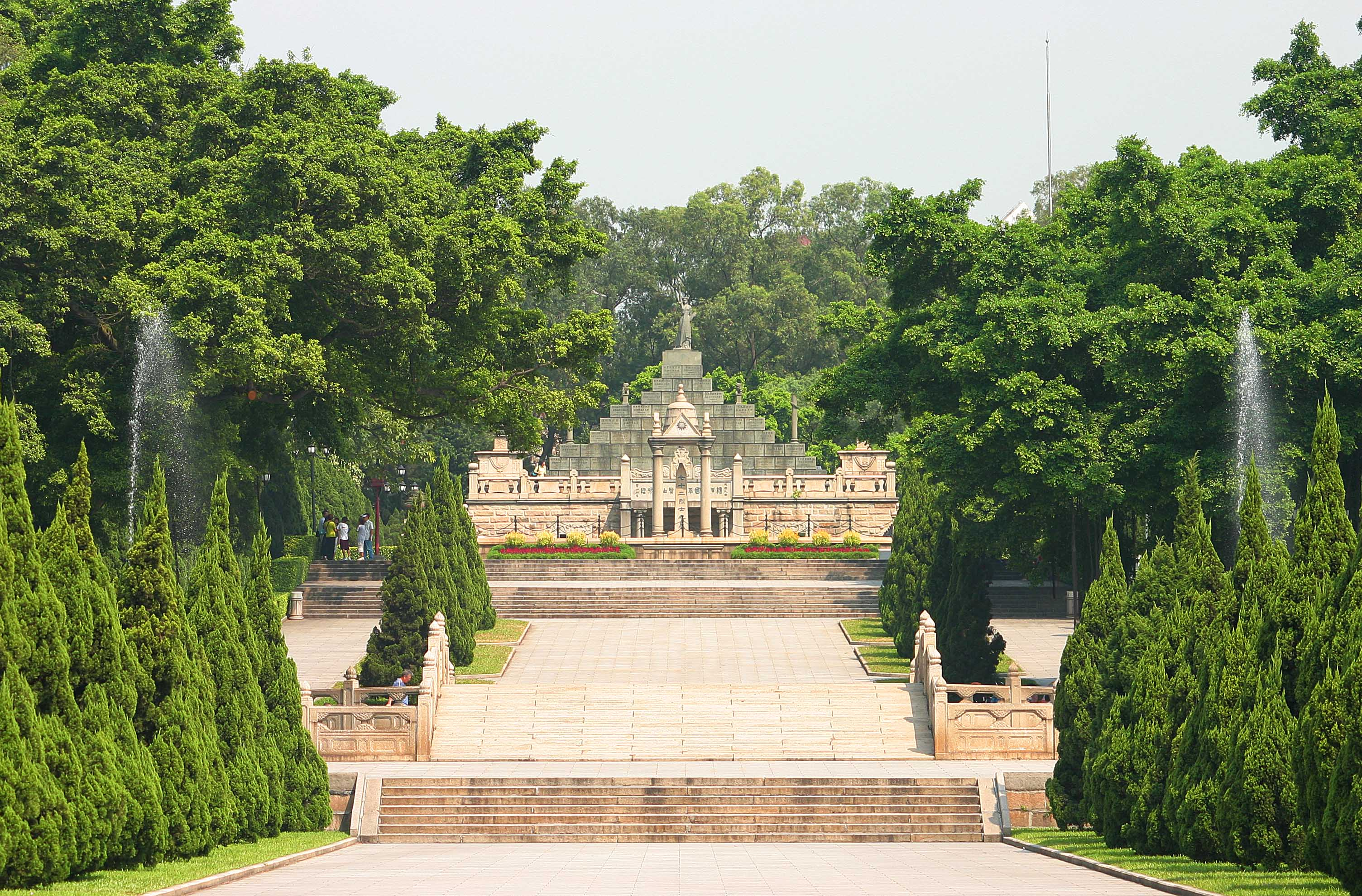
Monticle de la Flor Groga (Parc i Mausoleu dels 72 Màrtirs)

Després de diversos fracassos, els republicans revolucionaris, a proposta de Sun Yat-sen, organitzen un aixecament previst el 13 d'agost de 1911 i posposat per al 27 d'abril: el conegut en la història de la Xina com a Segon Aixecament de Guangzhou (el Primer – (廣州起義)- es va efectuar el 1895 però va ser avortat perquè el govern Qing va conèixer els plans dels implicats). El Segon Aixecament de Guangzhou (辛亥廣州起義) també conegut com l'Aixecament del Monticle de la Flor Groga, Huang Xing i gairebé un centenar de companys revolucionaris (entre els quals estava Lin Juemin) van entrar a la residència del virrei dels Qing. El cop va ser un èxit inicial però els reforços del govern van convertir la batalla en una derrota catastròfica. La majoria dels revolucionaris van morir, només pocs van aconseguir escapar. Huang Xing va resultar ferit durant la batalla; va perdre un dels seus dits quan va ser colpejat per una bala. Només es van trobar 86 cossos però no tots van ser identificats.
Alguns historiadors consideren que l'aixecament va ser una causa directa de l'aixecament de Wuchang del 10 d'0ctubre de 1911, que va conduir, finalment, a la definitiva Revolució Xinhai i la fundació de la República de la Xina.
L'aixecament es recorda cada any a Taiwan el 29 de març, com a Dia de la Joventut.

## Breu biografia de Lin Juemin
Nascut l'any 1887 i casat el 1905, Jilin va estar influenciat pel pensament occidental des que el 1907 va anar a estudiar a Tòquio a la Universitat Keto i el 1909 es va incorporar a la Lliga Revolucionària xinesa de Sun Yat-sen. Dos anys més tard va tornar a la Xina per tal d'organitzar activitats contra els Qing. El 27 d'abril de 1911 els rebels provoquen un aixecament a Guangdong però finalment van ser esclafats. Arran de la seva participació Lin va morir (1911). És un dels “72 màrtirs"
Lin Jueming va escriure una carta a la seva esposa, llavors embarassada, Chen Yiying, que mesos més tard, terriblement afectada, va morir. El seu escrit és considerat una de les obres mestres de la literatura xinesa contemporània.

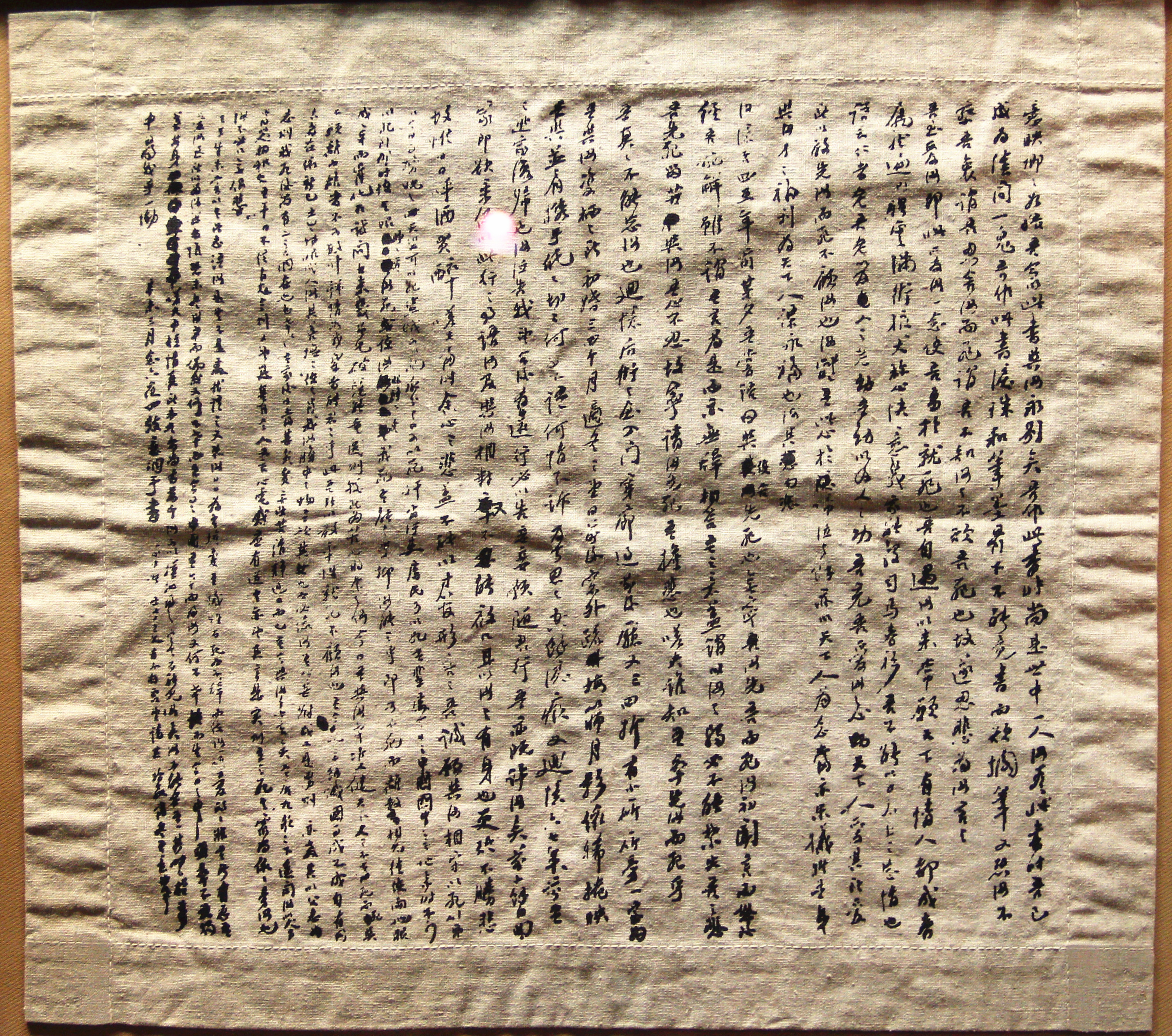
Carta a Chen Yiying (l'original era de tela)

## Filmografia i teatre
La figura de Lin Juemin apareix en tres pel·lícules:
- “The 72 Martyrs of Canton” (1954) interpretat per Tu Kuang-chi
- “Magnificent 72” (1980) interpretat per Chou Shao-tung
- “1911 (pel·lícula) “del 2011, interpretat per Hu Ge.

També té dedicada una obra de teatre sobre la seva curta vida: “Drama: A letter to my Wife.”.